# باتريشيا لوبيز أرنايز
باتريشيا لوبيز أرنايز هي ممثلة إسبانية ولدت في 15 أبريل 1981.